# Голованов, Леонид Витальевич
Леонид Витальевич Голованов (1932—2004) — советский учёный и журналист, кандидат философских наук, доцент.
Профессор Российской Академии Управления, вице-президент Академии космонавтики имени К. Э. Циолковского, академик-секретарь Отделения социальных и гуманитарных проблем космонавтики, почётный президент научного общества «Гелиос» имени А. Л. Чижевского, член Союза журналистов России, действительный член Русского географического общества (РГО).

## Биография
Родился 25 мая 1932 года в Москве.
В 1956 году окончил МВТУ имени Н. Э. Баумана по специальности «Машиностроение» и работал в НИИ-1.
В дальнейшем связал свою судьбу с научной журналистикой и публицистикой. Работал в журналах «Юный техник» и «Коммунист», а также в газете «Социалистическая индустрия», публиковался в журналах «Природа», «Земля и Вселенная», газетах «Известия», «Московская правда» и др.
За участие в организации Всесоюзной ассоциации прогнозистов, возникшей на основе чтений памяти А. Л. Чижевского, в 1972 году был исключён из КПСС. Впоследствии восстановлен.
Голованов известен своими работами в области экологии, философии, истории науки и техники, педагогики, журналистики; интересовался проблемами жизни и разума во Вселенной, проблемами поиска внеземных цивилизаций. Наиболее известен пропагандой и публикацией научного наследия А. Л. Чижевского. Кроме этого принял участие в отстаивании научного приоритета открытий Михаила Ивановича Волского (усвоение атмосферного азота), Веры Николаевны Флоровской (неорганическая теория происхождения нефти), изобретателя Кораблева (лампы с холодным катодом) и др.
Умер 7 марта 2004 года. Похоронен в Москве на Пятницком кладбище.

## Звания и награды
- Заслуженный работник культуры РСФСР.

## Интересный факт
- Л. В. Голованов в течение многих лет своей жизни доказывал право опубликовать бесценное научное наследие А. Л. Чижевского[3], что оспаривается родственниками Чижевского.

### Книги
1. Голованов Л. В. С микроскопом в радиотехнику, 1964.
2. Голованов Л. В. Третий путь электроники.
3. Голованов Л. В. Соперники резца. — М.: Машиностроение, 1973. — 144 с.
4. Голованов Л. В. Созвучье полное в природе. — М.: Мысль, 1977. — 175 с.
5. Голованов Л. В. Взлёт с ускорением. — М.: Сов. Россия, 1987. — 169 с.

### Статьи
1. Голованов Л. В. Космический детерминизм Чижевского// Чижевский А. Л. Космический пульс жизни: Земля в объятиях Солнца. Гелиотараксия. — М.: Мысль, 1995. — С. 5—27.
2. Голованов Л. В. Сродство сердец и дум. Вступительная статья. / А. Л. Чижевский. На берегу Вселенной. Годы дружбы с Циолковским. — М.: Мысль, 1995. — С. 5—29.
3. Голованов Л. В. Фундаментальное завоевание века// Чижевский А. Л. Аэроионы и жизнь. Беседы с Циолковским. — М.: Мысль, 1999. — С. 5—24.
4. Голованов Л. В. Достойный пример жизни и творчества
5. Голованов Л. В. ЛЕОНАРДО: устремлённость к всеобщему в мысли и действии // «Наука и религия». — № 5. — 2004.

### Редактор и составитель
1. Чижевский А. Л. На берегу Вселенной: Годы дружбы с Циолковским. Воспоминания. — М.: Мысль, 1995. — 735 с.
2. Чижевский А. Л. Космический пульс жизни: Земля в объятиях Солнца. Гелиотараксия. — М.: Мысль, 1995. — 767 с.
3. Чижевский А. Л. Аэроионы и жизнь Беседы с Циолковским. — М. «Мысль», 1999. — 720 с.
4. Космос и мировая история// Сборник материалов Международной научной конференции, посвященной 105-летию со дня рождения классика естествознания А. Л. Чижевского (1897—1964). — М., 2003.

### О нём
Рыцарь российской науки // «Наука и религия». — № 5. — 2004.